# Керолайн Столл
Керолайн Столл (англ. Caroline Stoll; нар. 4 листопада 1960) — колишня американська тенісистка.
Найвищу одиночну позицію світового рейтингу — 15 місце досягла 1979 року.
Здобула 5 одиночних титулів.
Найвищим досягненням на турнірах Великого шолома було 3 коло в одиночному розряді.
Завершила кар'єру 1981 року.

## Фінали Туру WTA

### Одиночний розряд: 7 (5–2)
| Перемога — Легенда                  |
| ----------------------------------- |
| Турніри Великого шолома (0–0)       |
| Турніри Туру WTA (0–0)              |
| Вірджинія Слімс, Avon та інші (5–2) |

| Титули за покриттям |
| ------------------- |
| Тверде (2–0)        |
| Трава (0–0)         |
| Ґрунт (3–1)         |
| Килим (0–1)         |

| Результат | W/L | Дата     | Турнір                                        | Покриття   | Суперниця        | Рахунок       |
| --------- | --- | -------- | --------------------------------------------- | ---------- | ---------------- | ------------- |
| Поразка   | 0–1 | Кві 1977 | Port Washington, США                          | Килим      | Біллі Джин Кінг  | 6–1, 6–1      |
| Перемога  | 1–1 | Січ 1978 | Ogden, США                                    | Тверде (i) | Керрі Меєр       | 6–3, 6–4      |
| Перемога  | 2–1 | Лют 1978 | Fort Lauderdale, США                          | Ґрунт      | Леслі Гант       | 6–3, 6–2      |
| Перемога  | 3–1 | Вер 1978 | Montreal, Канада                              | Тверде (i) | Франсуаз Дюрр    | 6–3, 6–2      |
| Перемога  | 4–1 | Жов 1978 | Rio de la Plata Championships 1978, Аргентина | Ґрунт      | Емілсе Лонго     | 6–3, 6–2      |
| Поразка   | 4–2 | Тра 1979 | Gastein Ladies, Австрія                       | Ґрунт      | Кріс Еверт       | 6–1, 6–1      |
| Перемога  | 5–2 | Тра 1979 | WTA German Open 1979, Західна Німеччина       | Ґрунт      | Регіна Маршикова | 7–6(7–4), 6–0 |

## Часова шкала турнірів Великого шлему в одиночному розряді
| W | Ф | ПФ | ЧФ | #Р | КТ | К# | DNQ | A | NH |

| Турнір                                 | 1976  | 1977  | 1977  | 1978  | 1979  | 1980  | 1981  | Career SR |
| -------------------------------------- | ----- | ----- | ----- | ----- | ----- | ----- | ----- | --------- |
| Відкритий чемпіонат Австралії з тенісу |       |       |       |       |       |       |       | 0 / 0     |
| Відкритий чемпіонат Франції з тенісу   |       |       |       | 1р    | 1р    | 2р    |       | 0 / 3     |
| Вімблдонський турнір                   |       |       |       | 2р    |       |       |       | 0 / 1     |
| Відкритий чемпіонат США з тенісу       |       | 1р    | 1р    | 3р    | 3р    | 1р    |       | 0 / 4     |
| SR                                     | 0 / 0 | 0 / 1 | 0 / 1 | 0 / 3 | 0 / 2 | 0 / 2 | 0 / 0 | 0 / 8     |
| Рейтинг на кінець року                 | NR    | 60    | 60    | 26    | 18    | 43    | NR    |           |

- Нотатка: 1977 року Відкритий чемпіонат Австралії відбувся двічі: в січні та грудні.